# 毡毛雪莲
毡毛雪莲（学名：Saussurea velutina）为菊科风毛菊属的植物，为中国的特有植物。分布在中国大陆的四川、西藏、云南等地，生长于海拔5,000米的地区，多生在灌丛、高山草地或流石滩。

## 别名
毡毛风毛菊（中国高等植物图鉴）